# Super Mario Land
Super Mario Land är ett spel utvecklat av Nintendo till den bärbara spelkonsolen Game Boy. Till skillnad mot övriga Mario-spel så är Super Mario Land inte producerat av Shigeru Miyamoto, utan av Miyamotos mentor Gunpei Yokoi. Istället för Bowser är det Tatanga som Mario måste bekämpa. Spelet innehåller fyra världar och tre banor i varje värld. Detta var det första spel som Daisy dök upp i och det enda i serien som inte inkluderar en sparfunktion. Därför måste spelet klaras på en gång, utan att stänga av Game Boyen eller förlora alla sina liv.
Spelet har fått två efterföljare: Super Mario Land 2: 6 Golden Coins från 1992 och Wario Land: Super Mario Land 3 från 1994.

## Handling
Handlingen utspelar sig inte denna gång i Mushroom Kingdom, utan i Sarasaland. Landet består av fyra kungariken och som alla regeras av Princess Daisy.
Sarasaland är vanligtvis en fredlig plats, men en dag fylldes himlen av svarta moln och landet invaderades av ett rymdmonster vid namn Tatanga. Han försökte ta över Sarasaland och hypnotiserade invånarna att lyda honom. Han ville gifta sig med Daisy, så att de kunde bli kung och drottning. Mario hörde talas om vad som pågick och började sin resa mot Chai Kingdom, där Daisy hölls fången.

## Fiender
Eftersom spelet inte utspelar sig i samma land som vanligt, är fienderna andra. Karaktärerna har japanska namn och även om fienderna inte är exakt samma, finns det till exempel Goomba-liknande varelser vid namn Chibibo, Koopa Troopa-liknande varelser vid namn Nokobon, Bullet Bill-liknande vid namn Gira.